# Fundulus lineolatus
Fundulus lineolatus är en fiskart som först beskrevs av Agassiz, 1854.  Fundulus lineolatus ingår i släktet Fundulus och familjen Fundulidae. Inga underarter finns listade i Catalogue of Life.